# Anastasios Papoulas
Anastasios Papoulas (Misolonghi, Grecia, 1 de enero de 1857 - Atenas, 24 de abril de 1935) fue un general griego, comandante en jefe de las tropas griegas durante la Guerra Greco-Turca de 1919-1922.
Nacido en 1857, Papoulas inició su carrera política en la década de 1880 y llegó a ser amigo cercano y confidente del rey Constantino I de Grecia. En 1920 fue nombrado comandante de las fuerzas griegas en Anatolia, pero su ofensiva tuvo escaso éxito en su primera acción en la campaña, ya que fue frenado en la Primera Batalla de Inonu en enero de 1921. Tras este fracaso recibió nuevos refuerzos hasta alcanzar los 100,000 hombres e inició una nueva ofensiva el 23 de marzo. A pesar de ello, volvió a ser derrotado en la Segunda Batalla de Inonu (28-30 de marzo de 1921).
Tras perder el puesto de comandante en jefe por orden de Constantino, Papoulas dirigió las tropas griegas como general en las batallas de Eskisehir (16-17 de agosto) y Sakarya (24 de agosto-16 de septiembre). Posteriormente dirigió la retirada de las tropas griegas de Afyon con el fin de prevenir una derrota total a manos de los turcos.
La guerra terminó en 1922 y Papoulas se alejó cada vez más de las posiciones monárquicas, convirtiéndose en un seguidor del Partido Liberal de Eleftherios Venizelos. En 1935 dirigió un fallido golpe de Estado en apoyo de Venizelos, razón por la cual fue detenido y ejecutado poco después.